# Burundi i olympiska sommarspelen 2020
Burundi deltog med sex deltagare, tre män och tre kvinnor, i tre grenar vid de olympiska sommarspelen 2020 i Tokyo som hölls mellan  den 23 juli och den 8 augusti 2021. De vann inte någon medalj.